# Szűz Mária-jelenések

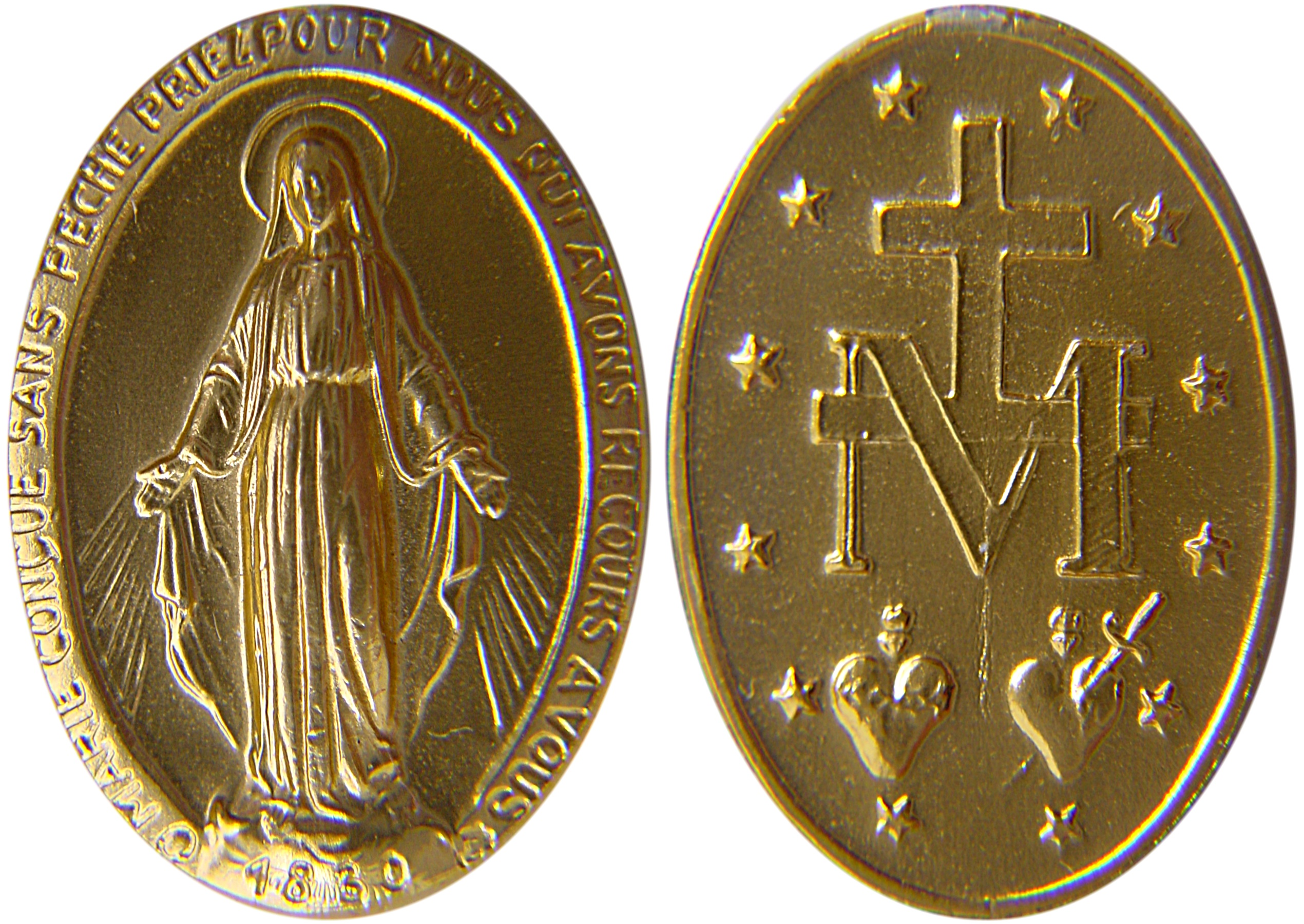
A Csodásérem
Felirata franciául: „Ô Marie, conçue sans péché, priez pour nous qui avons recours à vous”
Felirata magyarul: „Ó, bűn nélkül fogantatott Szűz Mária, könyörögj érettünk, kik hozzád menekülünk!”

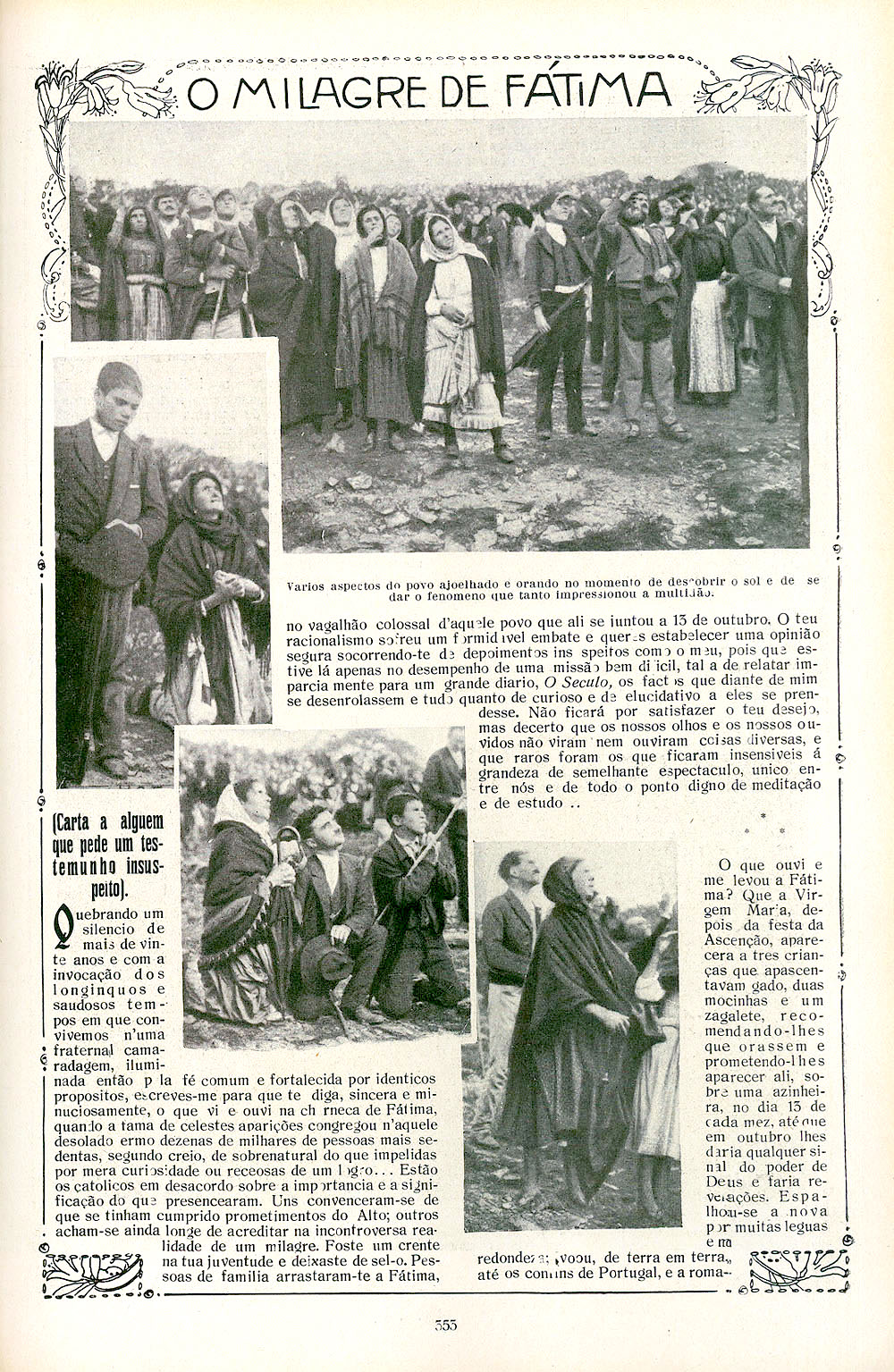
A portugáliai Fátimában a tömeg nézi a nap jövendölt mozgását 1917. október 29-én. Egy korabeli portugál lapban, az Ilustração-ban

Szűz Mária-jelenések (vagy röviden Mária-jelenések) alatt olyan jelenéseket értünk, amikor Szűz Mária állítólagosan megjelent egy vagy több (általában katolikus) ember előtt és esetleg beszélt is velük.
Vannak jelenések, amelyeket elfogad és olyanok is, amelyeket nem fogad el az egyház. A jelenések hitelességét nem a pápa, hanem az illetékes területi püspök vizsgálja ki és véleményezi.
A hivatalos egyházi állásfoglalások háromféle formulát használnak a magánkinyilatkozások eredetére nézve:
1. Megállapítható a természetfölötti eredet (constat de supernaturalitate);
2. Nem állapítható meg a természetfölötti eredet (non constat de supernaturalitate);
3. Megállapítható a nem természetfölötti eredet (constat de non supernaturalitate).

Az első bátorít, hogy az illető magánkinyilatkoztatását hitelesnek tartsuk (bár nem kötelez rá);

a második meghagyja a szabad vélekedés jogát, de nem biztat arra, hogy a jelenség vagy üzenet isteni eredetében higgyünk;

a harmadik viszont óvja a hívőket attól, hogy isteni eredetet tulajdonítsanak a szóban forgó magánkinyilatkoztatásnak.

## Történeti előzmény
- A jelenések könyve leír egy asszonyt, aki az égen tűnt fel, "öltözete a Nap, lába alatt a Hold, fején tizenkét csillagból korona" (Jel. 12.1). János evangélista látomásában nem mondja ki, hogy a jelenség Mária, Jézus anyja, azonban utal arra, hogy az asszony "fiút szült, fiúgyermeket, aki majd vaspálcával kormányozza mind a nemzeteket, és elragadták Istenhez és az ő trónjához".

## A jelenések általános jellemzői
A jelenések során Szűz Mária általában rövid időre és csak egyetlen vagy kevés embernek jelent meg.
A jelenések körül Mária-kegyhelyek alakultak ki, ezek a Mária-tisztelet kiváltságos helyei, búcsújáró helyek. A Mária-kegyhelyek kialakulása a Mária-jelenéseken alapszik, ezek legtöbbjét csoportokba rendezhetjük a jelenség ismétlődései alapján:
1. Legtöbb esetben olyan fiatal tizenéves gyerekeknek jelenik meg, akik szegényes körülmények között laknak. Az is általánosítható, hogy olyan földrajzi helyekről származnak a jelenések híradásai, amelyek zsákutca falvak, vagy egy-egy ország kietlen részén az országhatárok közelében fekszenek.
2. A jelenség a legtöbb esetben imádkozást kér a látnokoktól, akik sok esetben térdepelnek előtte és a jelenés időtartama alatt a külvilágot nem észlelik, és a külvilág sem észleli a jelenést. Példa erre a Kibehói Miasszonyunk Afrikában.
3. Csodák (például gyógyulás) Mária közbenjárására - A legtöbb Mária-jelenés után feljegyeztek csodás gyógyulásokat például Lourdes-ban, Máriagyűdön.
4. Mária kút vizében jelenik meg - Hercegszántó
5. Mária forrást mutat - Lourdes, Mátraverebély-Szentkút.
6. Vérrel Vérrel síró Mária szobrok, Győr.
7. vagy könnyel síró Máriát ábrázoló kép, festmény, szobor.- Egy meghatározott idő alatt, általában mindkét szemből, a szem két szélén lefelé folyó könnycseppek. Akita (Japán), Siracusa (Olaszország) esetében megállapították azt hogy emberi könnyek voltak, melyek egy - Mária arcát formázó - fafaragványból, gipszöntvényből jöttek ki. Magyarországon Máriapócsi ikon nevezetes erről. 2017. június 25-én a pásztói kis templomban két szobor is könnyezni kezdett. Egyik a Rosa Mystica, másik pedig a Segítő Mária szobor.
8. Szűz Mária szobrának egyik testrésze megváltozik. Például egy Fülöp-szigeteki szobor feje arra az irányba fordul el amerre nemrég földrengés volt (Bohol 2013 október 15).Alcantra város csodája. Illetve Elefántcsontparton Agbovillében történt hogy kéztartásból a mellkasára helyezte a szobor karjait[2][3]
9. Egy Máriát ábrázoló festmény vagy szobor csodálatos módon, épségben megmenekül tűzvésztől - például Máriaradnai ikon -, vagy a törökök pusztításai elől. Vagy romok alól Kazany, Esztergom, és ezáltal a hívők csodaként emlegetik az esetet.
10. Magánkinyilatkozások - Mivel egy embernek nyilatkozik meg a jelenség, így bizonyíthatósága elmarad a többi hasonló, látványosabb Szűz Mária-jelenéstől. A magánkinyilatkoztatásokban Szűz Mária beszél, tanít vagy a hit kérdéseiben összefüggésekre világít rá, vagy cselekvésre ösztönöz. Csodás Érem.
11. Csoportos kinyilatkozások - Mindenki számára látható, vagy az események maguk természetességében bizonyíthatóak, észlelhetőek - a Kairóhoz tartozó Zeitun Zeitouni Szűz Mária-jelenés kopt székesegyház felett történt jelenések, amelyek majdnem három éven át zajlottak, az időtartamuk pár perctől nyolc óra hosszáig terjedt és összességében több millió ember (köztük újságírók, tudósok, egyházi személyek) látta azokat. Az összesereglett emberek fényképeket és videófelvételeket is készítettek.. Az esemény kiválik a többi közül, mert mindenki számára látható volt, aki a helyszínre sietett, hogy saját szemével győződjön meg a jelenségről. A másik ide tartozó hely Fatima (Portugália), ahol a jelenség esőt és napcsodát jelentett be gyermek látnokokon keresztül, amit a helyszínen több tízezer különböző vallású ember átélt, megtapasztalt.

## A jelenések okai
A jelenéseket hallucináció okozza. Azonban a jelenések több jellemző hasonlóságai miatt kijelenthetjük, hogy egyrészt teológiai okai vannak, azaz hitre tanító jellegűek, illetve figyelmeztető jellegűek. A jelenések többnyire egy ember csoport számára testi-lelki megpróbáltatások időszaka előtt jelentkezik. A kommunizmus tévtanainak oroszországi megjelenése előtt (Fatima), Hitler uralomra jutása előtt (Belgium, Banneux), országokra kiterjedő éhség évei előtt (La Salette), hutu tömegmészárlás előtt (Kibehó) stb. A jelenés közlésében csak szűkszavúan utal ezekre a jövő eseményeire.

## Az egyház által elfogadott Mária-jelenések
Az egyház által elfogadott Mária-jelenések időrendben.
| dátum              | hely                                          | jelenés | rövid leírás |
| ------------------ | --------------------------------------------- | --- | --- |
| 1251               | Cambridge (Anglia)                            | Barna skapuláré | A Szűzanya átadja Stock Szent Simon angol karmelita szerzetesnek a barna skapulárét, mely viselőjét megvédi az örök tűztől, különleges békét, és védelmet biztosít. |
| 1531               | Villa Guadalupe (Mexikó)                      | Guadalupei Szűzanya | Juan Diegot egy aranyködbe burkolózó hölgy kérte, hogy templomot emeltessenek a jelenség színhelyén. A helyi püspök nem hitt neki, ezért tilmájába rózsát gyűjtött - télen -, és amikor a püspök elé szórta a tilmán egy Szűz Mária kép rajzolódott ki. |
| 1579               | Kazany (Oroszország)                          | Kazanyi Miasszonyunk | Kazany leégése után egy 9 éves kislány azt állította, hogy egy katona háza alatt ott van a Szűzanya ikonja. Ezt egy látomás alapján mondta, nem hittek neki harmadik látomása után sem. Így maga kezdett ásni és megtalálta a romok alatt a sértetlen ikont. 1920 után Angliába, majd az Amerikai Egyesült Államokba, végül ajándékozás révén 1993-ban a Szentatyának ajándékozták. Ő azzal a szándékkal fogadta el, hogyha eljön az alkalmas óra, visszaadja az orosz egyháznak és népnek. |
| 1600-as évek eleje | Siluva (Litvánia)                             | | Pásztorgyerekek síró, gyermekét tartó asszonyt láttak. Szóltak a reformátusoknak, akik megkérdezték, miért sír. Azt mondta "most már csak szántásra használják azt a földet, ami azért van hogy imádják fiamat." És a jelenség eltűnt. |
| 1664               | Laus (Franciaország)                          | Laus-i Miasszonyunk | Egy írástudatlan kislánynak a jelenség "Máriaként és a Bűnösök menedékének" mutatkozott be. |
| 1687               | Máriagyűd (Magyarország)                      | | Máriagyűd az egyik legnagyobb és legrégibb búcsújáróhely a Kárpát-medencében, az egész történelmi Magyarországon. Az itt élő keresztények állították fel az Istenanya szobrát a hegy alatti forrásnál. A pécsváradi bencések 1006-ban kápolnát építettek a szobor fölé. Mária-jelenésekhez köthető csodás gyógyulásokat 1687-től kezdve jegyeztek fel. 1737-ben Batthyány Károly József gróf is itt gyógyult ki csodás módon a pestisből. Scitovszky János pécsi püspök nyilvánította kegyhellyé 1846-ban. 2008-ban XVI. Benedek pápa a máriagyűdi kegytemplomot basilica minor rangra emelte. |
| 1696, 1715, 1905   | Máriapócs (Magyarország)                      | Máriapócsi kegytemplom - Máriapócs Nemzeti Kegyhely                                                                         | A pócsi fogadalmi kegykép 1696-ban november 4-től két hétig szünet nélkül, majd kisebb megszakításokkal egészen december 8-ig könnyezett. Fenessy György egri püspök vizsgálat után elismerte az eseményt. A kegyképet Bécsbe szállították, sok másolat készült róla. Sem az eredeti kép, sem a róla készült másolatok a továbbiakban nem könnyeztek, kivéve azt, amelyiket Pócsra visszavittek. Az 1715. augusztus 1-jén, 2-án és 5-én több órán át tartó könnyezést sok százan látták. A könnyezést követő napokban Erdődy Gábor Antal egri püspök hivatalosan kivizsgáltatta és elismerte az eseményt. A kegykép harmadik könnyezése 1905. december 3-tól december 19-ig folyamatosan tartott, majd december utolsó két napján is, összesen 18 napig. A könnyezés tényét egyházi és világi vegyesbizottság ellenőrizte, és megállapította a könnyezés valódiságát. 1948-ban XII. Piusz pápa a máriapócsi kegytemplomnak a basilica minor címet adományozta. |
| 1747               | Suyapa (Honduras)                             | | Egy fiú a földeken dolgozik, hazafelé este elalszik, és egy Szűz Mária szobor van mellette, amikor felébred. |
| 1759               | Máriabesnyő (Magyarország)                    | | Gróf Grassalkovich Antal Loreto-kápolnát építtetett egy templom romjain. 1759-ben az építkezésen dolgozó egyik gödöllői kőműves-segéd álomban kapott utasításra a romok alól kiásott egy elefántcsont Szűz Mária-szobrot. Migazzi Kristóf Antal bíboros érsek a körülményeket alaposan kivizsgálva, megállapította azok valódiságát. A kegyhelyen sok imameghallgatás történt. 2008-ban XVI. Benedek pápa a Máriabesnyői Kegytemplomot basilica minor rangra emelte. |
| 1830               | Párizs (Franciaország)                        | Csodás érem | Labouré Szent Katalinnak jelent meg és neki adta a Csodás érmet. |
| 1838               | Hercegszántó (Magyarország)                   | Máriakönnye (Vodica) | Egy ember a kút vizében három alkalommal fényesség kíséretében képeket látott, melyek a gyermek Jézussal lévő Szűz Máriára, és a gyermek Szűz Máriával lévő Szent Annára emlékeztették. A kegyhelyet 1838-ban Klobusiczky Péter kalocsai érsek szentelte fel, és nyilvánította kegyhellyé az ott történt jelenést követő csodás gyógyulások és imameghallgatások hatására, a megfelelő egyházi kivizsgálást követően. Itt állították fel 2008-ban a világ második legnagyobb Szűz Mária-szobrot, melyet Bábel Balázs kalocsa-kecskeméti érsek szentelt fel. |
| 1840               | Párizs (Franciaország)                        | Zöld skapuláré | Egy nővér a jelenség kezében látta a Szűz lángoló átdöfött szívét és a zöld skapulárét. |
| 1846               | La Salette (Franciaország)                    | La Salette-i Mária-jelenés                                                                                                  | Két pásztorgyermeknek jelent meg. |
| 1858               | Lourdes (Franciaország)                       | | Szeplőtelen fogantatásnak nevezi magát a jelenség, tizennyolc alkalommal jelent meg, Bernadette Soubirous-nak akit később szentté avattak. |
| 1859               | Champion (Wisconsin, USA)                     | Jó Segítség Miasszonyunk | Az Amerikai Egyesült Államok első hivatalosan elismert jelenésére 2010-ben került sor. Adele Brise belga bevándorlónak háromszor jelent meg. Ezután életét hitoktatásnak szentelte. |
| 1871               | Pontmain (Franciaország)                      | Pontmain-i Miasszonyunk | A francia-porosz háború alatt gyerekeknek jelent meg, és arra kérte őket imádkozzanak a békéért. |
| 1877               | Dietrichswalde (ma Giertzwald) (Poroszország) | | Két kislánynak és két nőnek jelent meg százhatvanszor. |
| 1879               | Knock (Írország)                              | Knocki jelenés | Tizenöten látták esőben Szűz Máriát, Szent Józsefet és Szent János apostolt fehér papi köpenyben, egy oltárt, Isten Bárányát, mennyei fényességben. |
| 1917               | Fátima (Portugália)                           | Fátimai jelenések | Májustól októberig hat alkalommal jelent meg három gyereknek. |
| 1932               | Beauraing (Belgium)                           | Beauraing-i Miasszonyunk | Harminc alkalommal öt gyerek előtt - Andrea (1918) és Gilberta Degeimbre (1923), Fernande (1917) , Albert (1921) és Gilberta Voisin (1919) - jelent meg a város kolostorának kertjében, nem messze egy lourdesi barlang másolatától. Az első jelenések alkalmával félelmükben haza szaladtak, és otthon megfenyítette az egyik szülő őket. Később a két család szülei botokkal felfegyverkezve mentek ki együtt a gyerekekkel, amikor odaértek a gyerekek térdre zuhantak és elkezdték imádkozni az Üdvözlégy imát. Az imák között kérdéseket tettek fel a jelenségnek, de a szülők nem láttak és nem hallottak semmit a jelenségből. A helyi pap szerint ezek a gyerekek nem mutattak különösebb érdeklődést a templomban korábban. Az Isten Anyjának és Ég Királynőjének mutatkozik be. |
| 1933               | Banneux (Belgium)                             | Banneux-i Miasszonyunk | Nyolcszor jelent meg egy tizenkét éves lánynak a Szegények Anyjának nevezte magát.Portugál nyelvű videó a két belga jelenésről. Az öt gyermek 0.40 percétől látható |
| 1940-1996          | Girgenti (Málta)                              | | Guza Mifsud életét végigkísérték a jelenések 15 éves korától. A Szűzanya arra kérte, hogy fessen róla képet, és arra, hogy írjon a miniszterelnöknek a káromkodásokat betiltó törvény érdekében. |
| 1945-1959          | Amszterdam (Hollandia)                        | Minden Népek Asszonya | Ida Peerdemannak 56 alkalommal jelent meg. A jelenés kinyilvánította, hogy ő már nem a názáreti Szűzanya, hanem "Minden nemzetek Szűz Anyja". Hogy a látnoknak ne legyenek kétségei, a Szűzanya megjósolta az egészséges XII. Pius pápa halálát, 1958 október elejére. A látnok leírta és borítékba zárva átadta Frehenek lelki gondozójának bizonyságul, hogy jel legyen hitelességére, mert ezt a napot csak Isten határozhatja meg. XII. Pius váratlanul 1958 október 9-én meghalt. |
| 1947               | Tre Fontane (Olaszország)                     | Kinyilatkoztatásbeli Szűz                                                                                                   | Három gyereknek jelenik meg és apjuknak. A Kinyilatkoztatásbeli Szűznek nevezte magát. |
| 1953               | Siracusa (Olaszország)                        | Siracusai Könnyező Madonna                                                                                                  | Egy fiatal házaspár otthonában egy Szűz Máriát ábrázoló gipszöntvény könnyezett négy napig. |
| 1968-1971          | Zeitoun (Egyiptom)                            | Zeitouni Szűz Mária-jelenés                                                                                                 | Egy kopt székesegyház felett majdnem három évig fényes jelenségben rajzolódott ki a Szűzanya alakja. |
| 1973               | Akita (Japán)                                 | Akitai Miasszonyunk | 1975 és 1981 között több mint száz alkalommal könnyezett egy japán művész által faragott Szűz Mária szobor. A könny összetétele emberi könnyekre utalnak. |
| 1980 és 1988       | San Francisco de Cuapa (Nicaragua)            | | Bernardo Martineznek első alkalommal a sekrestyében világított a Szűz Mária szobor 1980-ban. 1988-ban a második jelenség beszélt hozzá, Máriának nevezte magát, mennyből jövőnek és Jézus anyjának. |
| 1982-1988          | Kibehó (Ruanda)                               | Kibehói Miasszonyunk | Alphonsine Mumurekének a látomás "az Ige Anyjának" nevezte magát. Alphonsine a sok hitetlenkedők miatt kérte, hogy másoknak is jelenjen meg. Anathalie Mukazimpakának és Marie-Claire Mukanganonak is később megjelent. Az egyik megjelenés pillanatában filmes riporterek voltak jelen, és filmre vették az egyik ilyen Mária-jelenést. Az angol nyelvű film 2perc 10 másodpercétől látható a Szűz Mária-jelenés hatása. |
| 1990-1995          | Hársád, (Csehszlovákia)                       | Hársádi Szűz Mária-jelenés                                                                                                  | Két kislánynak - Ivetka Korcalová és Katka Ceselkova -, jelenik meg "Szeplőtelen Tisztaság" néven. Saját jelenéséről elárulja, hogy ha nem teljesen bűntelenek a kislányok, akkor homályosabban látják őt. A helyszínre érkező fotósok úgy látták a lányok nem észlelik őket, a fotózáskor, a jelenés időtartama alatt nem pislognak. |
| 2002-              | Alsósárad (Ukrajna)                           | Alsósáradi legszentebb Szűz                                                                                                 | Két általános iskolás kislánynak jelent meg, egy forrásnál és "A Legszentebb Szűz"-nek nevezte magát. |
| 2009               | Warraq al-Hadar (Gíza, Egyiptom)              | Warraqi Miasszonyunk | A december 11-i jelenést tömegek látták. A kopt ortodox egyház hagyta jóvá. |
| 2016               | San Nicolás de los Arroyos, (Argentína)       | 1983-ban sok helyi családnál felragyogtak a rózsafűzérek. Gladys Quiroga asszonynak megjelenik Szűz Mária és üzeneteket ad. | |

## El nem ismert, de köztiszteletben álló Mária-jelenések
Az Egyház nem tudta megállapítani a jelenések természetfeletti eredetét. A jelenéseket szemtanúk igazolják.
- 1876: Marpingen (Németország)
- 1947: Montichiari (Olaszország)
- 1956: Csejke (Ausztria)
- 1958: Turzófalva (Csehszlovákia)
- 1961: San Damiano (Olaszország)

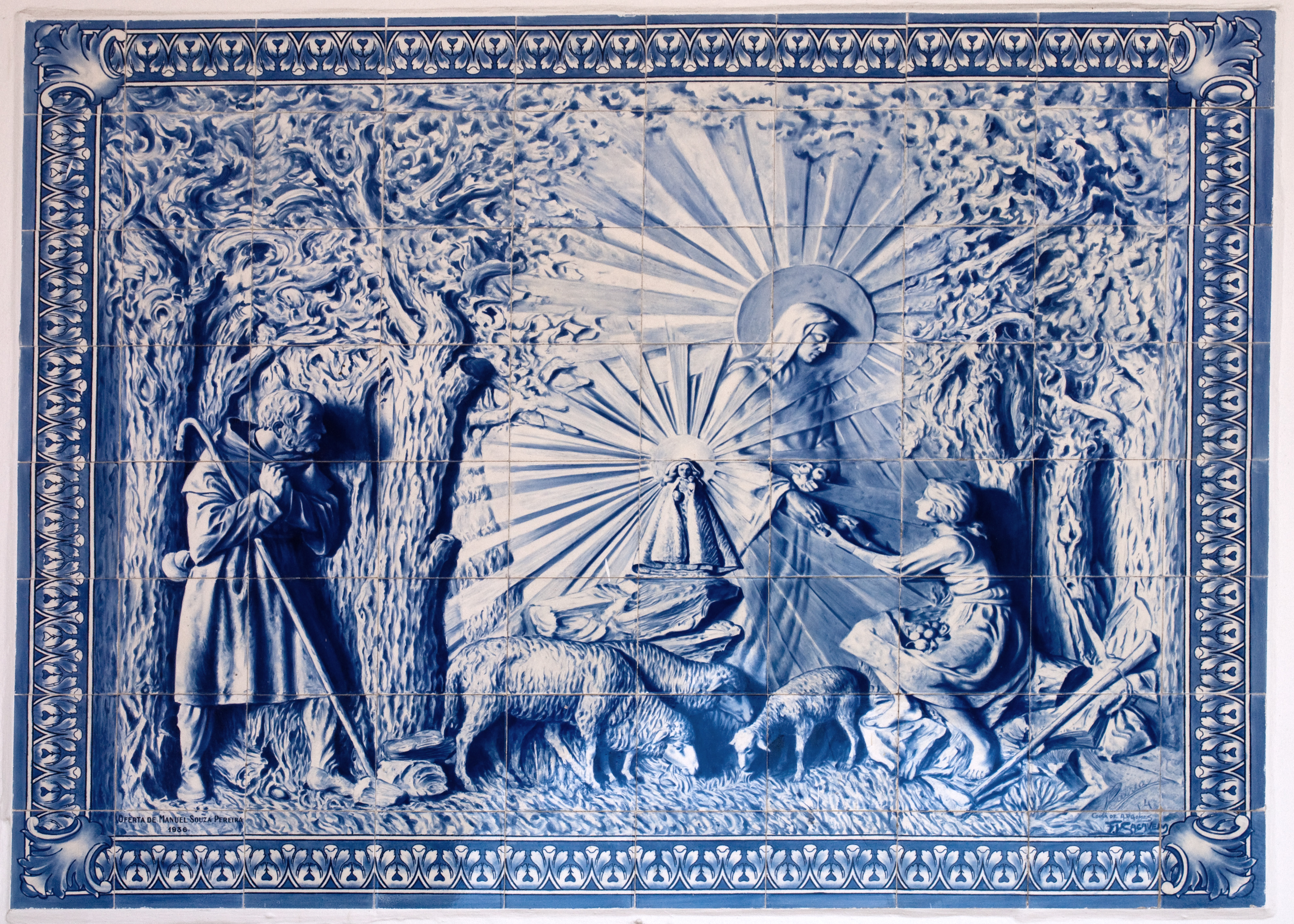
Madeira szigetén Funchtalban található épületdísz,
egy helyi legendás jelenést mutat

- 1961: San Sebastián de Garabandal (Spanyolország) – Garabandáli jelenés
- 1981: Međugorje (Bosznia-Hercegovina)
- 1982: Soufanieh-Damaszkusz (Szíria)
- 1983: Marpingen (Németország)
- 1985: Nadzsu (Dél-Korea)
- 1985-2004: Schio (Olaszország)
- 1987: Angüera (Brazília)
- 1992: Manduria (Olaszország)
- 1994: Dejte (Csehszlovákia)
- 1997: Marpingen (Németország)

### A történelmi Magyarországon
- Csíksomlyó (Erdély)
- Csatka (1862)[37]
- Dömös, Szentfa-kápolna (1885)
- Fallóskút (1947)
- Máriakéménd (1740)
- Márianosztra
- Máriaradna
- Máriaremete - 1991-ben II. János Pál pápa a basilica minor címet adományozta a kegytemplomnak.[38] – Máriaremetei kegyhely
- Mátraverebély-Szentkút - VI. Pál pápa a templomot 1970-ben basilica minor rangra emelte.[39] – Mátraverebély-Szentkút Nemzeti Kegyhely
- Szilágynagyfalu (2004) (Erdély)
- Sajópálfala (1717)
- Szőkefalva (1995-2005) (Erdély)
- Tornya (1896) (Erdély)

## Egyházi vizsgálat alatt álló zarándokhely, Medjugorje
Medjugorjei jelenések különböznek az összes többitől. A jelenések évtizedeken keresztül tartanak, csak néhány helyi fiatal számára jelenik meg 1981 június 26-án. Tartalmi szempontból a jelenés bár "Istenanyának" nevezi magát, és "Szent Szűznek" de különbözik a többi jelenéstől, hogy egy vitában állást foglal, az egyik látnok szerint. A hosszú jelenések során egyetlen Riminiből származó férfi tért haza gyógyultan Medjugorjéből, felgyógyult májrákjából. Az egyház kiválasztott 50 gyógyulási esetet és Lourdesben megvizsgálva nem tartják csodásnak azokat. Az esetet tovább zavarja a több évszázadokig elnyúló vita a helyi ferencesek és a helyi püspökség között. A jelenés évében a mostari püspök felfüggeszt két ferences atyát. Később a jelenés állítólag állást foglal a vitában, a ferencesek oldalára áll. 1996-ban , az akkori Hittani Kongregáció vezetője Joseph Ratzinger (a későbbi XVI. Benedek pápa) nyilvánosságra hozza a 154/81-01985 jegyzőkönyvet, melyben leírja: "az ellenőrzések és vizsgálatok alapján nem beszélhetünk semmiféle természetfeletti jelenségről."
1996-ban azonban még történt egy Medjugorjével kapcsolatos eset, ami végérvényesen tisztázta volna az esetet. Egy Medjugorjéból vásárolt Mária-szobor tizenhárom vércseppet könnyezett az olaszországi Civitavecchia városban, a Gregori család kertjében 1996 február 2-án. A fogyasztóvédelem elnöke feljelentett, az emberek hitével való visszaélés gyanújával. Ez azért is történt, mert egy korábbi ügy miatt bebizonyították, hogy a tulajdonos kente a szoborra saját vérét. Itt negyven tanú látta a szivárgó vért, köztük a rendőrparancsnok is. Az államügyésznek tett szakértők érvei szerint minipumpa volna a szobor belsejében, minitartállyal. A vizsgálat elvetette a szétdarabolási ötletet, ahelyett röntgen és ultrahang, és összehasonlító vérvizsgálatot rendeltek el. Az eredmény az lett, hogy tömör gipsz a belseje, nincsenek üregek. A vérvizsgálat eredménye során bebizonyosodott, nem egyezik a család egyetlen tagjával sem, sőt akitől kapták, azéval sem. Továbbá semmilyen véralvadásgátló szer sem volt kimutatható a vércseppekben, ami a tárolást indokolta volna.
2010-ben felállítottak egy nemzetközi bizottságot a Vatikánban az ügy kivizsgálására, amely meghallgatta többek közt Ratko Perić mosztari püspököt, valamint Ivan Sesar hercegovinai ferences tartományfőnököt. Mirjana Soldo látnok 2011. június 8-án az olaszországi Terniben, Ivan Dragićević látnok június 12-én Münchenben tett vallomást. Nem ismeretes, hogy a látnokokat a korábban elvégzett tudományos vizsgálatokon felül újabbaknak is alávetik-e majd. 2014. január 17-én volt a záró ülés. Az eredményeket a Hittani Kongregációnak adták át további vizsgálatra.